# Villers-sous-Foucarmont
Villers-sous-Foucarmont település Franciaországban, Seine-Maritime megyében. Lakosainak száma 185 fő (2022. január 1.). Villers-sous-Foucarmont Aubermesnil-aux-Érables, Callengeville, Foucarmont, Rétonval, Saint-Germain-sur-Eaulne, Saint-Léger-aux-Bois és Vatierville községekkel határos.

## Népesség
A település népessége az elmúlt években az alábbi módon változott:
| Lakosok száma | 197  | 197  | 198  | 193  | 190  | 188  | 184  | 185  | 185  |
|               | 2013 | 2015 | 2016 | 2017 | 2018 | 2019 | 2020 | 2021 | 2022 |